# José Miret Musté
José Miret Musté (Barcelona, 23 de septiembre de 1907 - Mauthausen, 17 de noviembre de 1944) fue un político español. Miembro de la UGT y del PSUC, llegó a ser miembro de la comisión ejecutiva del PSUC y durante la Guerra civil fue comisario del Ejército republicano.

## Biografía
Nació en Barcelona en 1907. Militante de la Unió Socialista de Catalunya, tras el estallido de la Guerra civil se unió al Partido Socialista Unificado de Cataluña (PSUC). Llegó a ser miembro del Comité Central de Milicias Antifascistas de Cataluña en representación del PSUC, así como consejero de la Generalidad de Cataluña. Avanzada la contienda, fue comisario político de la 31.ª División del Ejército republicano. Al final de la guerra, con la caída de Cataluña, hubo de refugiarse en Francia.
Convertido en uno de los principales responsables del PCE y el PSUC en la Francia ocupada, Miret se dedicó a reorganizar al PSUC en el exilio. También colaboró con la resistencia francesa, donde utilizó el nombre en clave de «Raymond». En 1942 fue detenido en París por los nazis, junto a su hermano. En 1943 fue deportado al campo de concentración de Mauthausen junto a otros presos españoles. El 17 de noviembre de 1944 se produjo un bombardeo aliado sobre Florisdorf, un anexo del campo de concentración. Miret, que resultó gravemente herido, fue rematado por un oficial de las SS.